# Saint-Jean-d’Heurs
Saint-Jean-d’Heurs település Franciaországban, Puy-de-Dôme megyében. Lakosainak száma 698 fő (2022. január 1.). Saint-Jean-d’Heurs Bort-l’Étang, Lezoux, Orléat és Peschadoires községekkel határos.

## Népesség
A település népessége az elmúlt években az alábbi módon változott:
| Lakosok száma | 650  | 655  | 663  | 659  | 658  | 664  | 675  | 687  | 698  |
|               | 2013 | 2015 | 2016 | 2017 | 2018 | 2019 | 2020 | 2021 | 2022 |